# Sokol Bishanaku
Sokol Bishanaku (geb. 2. Juni 1971 in Shkodra) ist ein ehemaliger albanischer Gewichtheber und Teilnehmer an den Olympischen Spielen 1992 in Barcelona und verschiedenen Mittelmeerspielen.

## Sport
Bishanaku trainierte in seiner Heimatstadt Shkodra bei Vllaznia Shkodra. Später nach dem Umzug in die Hauptstadt trat er für Dinamo Tirana an.
Bishanaku wurde 1990 bei den Balkan-Jugendmeisterschaften in Korça Sieger.
Bishanaku trat erstmals 1991 bei der Europameisterschaften im Gewichtheben in Władysławowo an. Es folgten die Mittelmeerspiele 1991 in Athen und die Olympischen Spiele 1992. Danach trat er noch bei den Mittelmeerspielen 1993 in Languedoc-Roussillon, den Mittelmeerspielen 1997 in Bari und den Weltmeisterschaften im Gewichtheben 1999 in Athen an. Seine beste Platzierung war Rang 6 bei den Mittelmeerspielen 1991.
Von 1993 bis 1999 hielt er den nationalen Rekord in seiner Gewichtsklasse Leichtgewicht. Nach seiner aktiven Zeit war er als Funktionär für Albanien bei den Olympischen Spielen 2012 in London und 2016 in Rio de Janeiro. Er arbeitete als Trainer, unter anderem für SK Tirana, und Professor seit 2005 und 2017 wurde er als bester Trainer Albaniens geehrt. Er ist Nationaltrainer.